# Loreleykreis
Der Loreleykreis (ursprünglich Kreis Sankt Goarshausen, nach dem Zweiten Weltkrieg Landkreis Sankt Goarshausen) war ein Landkreis in der preußischen Provinz Hessen-Nassau, ab 1946 in Rheinland-Pfalz. Er bestand bis 1969. Kreisstadt war Sankt Goarshausen.

## Geographie
Der Landkreis grenzte Anfang 1969 im Uhrzeigersinn im Norden beginnend an den Unterwesterwaldkreis und den Unterlahnkreis (beide in Rheinland-Pfalz), an den Untertaunuskreis und den Rheingaukreis (beide in Hessen) sowie an die Landkreise Sankt Goar und Koblenz und an die kreisfreie Stadt Koblenz (alle wiederum in Rheinland-Pfalz).

## Geschichte
Der Kreis Sankt Goarshausen wurde am 1. April 1886 gegründet. Mit dieser Reform sollten die 1866 eingerichteten Kreise im Gebiet des ehemaligen Herzogtums Nassau verkleinert werden. Der Kreis Sankt Goarshausen bestand aus den ehemaligen Ämtern St. Goarshausen und Braubach, die aus dem Rheingaukreis ausgegliedert wurden, und dem westlichen Teil des ehemaligen Amtes Nastätten, der aus dem Unterlahnkreis herausgelöst wurde.
Die Gemeinde Becheln wechselte am 1. Oktober 1932 aus dem Unterlahnkreis in den Landkreis Sankt Goarshausen.
Der Kreis zählte bis zum Jahr 1945 zur preußischen Provinz Hessen-Nassau und deren Regierungsbezirk Wiesbaden. Ab 1946 gehörte er als Landkreis Sankt Goarshausen zum Regierungsbezirk Montabaur im Land Rheinland-Pfalz. Der Landkreis Sankt Goarshausen wurde 1962 in Loreleykreis umbenannt. Infolge der Kreisreform, die am 7. Juni 1969 in Kraft trat, wurden der Loreleykreis und der Unterlahnkreis zum Rhein-Lahn-Kreis zusammengelegt.

## Einwohnerentwicklung
| Datum | Einwohner |
| ----- | --------- |
| 1900  | 42.282    |
| 1910  | 44.758    |
| 1925  | 45.496    |
| 1933  | 48.404    |
| 1939  | 47.913    |
| 1950  | 53.922    |
| 1960  | 56.500    |
| 1968  | 57.021    |

## Landräte
| 1886–1891 | Alfred von Bake           |
| 1891–1918 | Ferdinand Berg            |
| 1918      | Hans Wolff                |
| 1920–1933 | Wilhelm Niewöhner         |
| 1933–1939 | Franz Brunnträger (NSDAP) |
| 1939–1942 | Karl Lange (NSDAP)        |
| 1943–1945 | Josef Heukeshoven (NSDAP) |
| 1945–1947 | Jakob Emil Schladt        |
| 1947–1954 | Hans Wirges               |
| 1954–1969 | Bernhard Bohmeier         |

## Gemeinden
Der Landkreis umfasste zuletzt folgende Kommunen (Einwohnerstand 1933):
- Auel (158)
- Becheln (616)
- Berg (187)
- Bettendorf (239)
- Bogel (479)
- Bornich (1.010)
- Braubach, Stadt (3191)
- Buch (309)
- Dachsenhausen (736)
- Dahlheim (660)
- Diethardt (264)
- Dörscheid (398)
- Ehr (79)
- Endlichhofen (161)
- Eschbach (186)
- Fachbach (735)
- Filsen (413)
- Frücht (294)
- Gemmerich (478)
- Himmighofen (320)
- Hinterwald (108)
- Holzhausen an der Haide (756)
- Hunzel (214)
- Kamp-Bornhofen (1603)
- Kasdorf (254)
- Kaub, Stadt (2492)
- Kehlbach (167)
- Kestert (897)
- Lautert (189)
- Lierschied (541)
- Lipporn (244)
- Lykershausen (172)
- Marienfels (314)
- Miehlen (1399)
- Miellen (298)
- Münchenroth (56)
- Nastätten, Stadt (1934)
- Niederbachheim (223)
- Niederlahnstein, Stadt (5.421)
- Niederwallmenach (425)
- Nievern (818)
- Nochern (556)
- Oberbachheim (213)
- Oberlahnstein, Stadt (9609)
- Obertiefenbach (323)
- Oberwallmenach (180)
- Oelsberg (329)
- Osterspai (1051)
- Patersberg (332)
- Pissighofen (161)
- Prath (309)
- Reichenberg (204)
- Reitzenhain (326)
- Rettershain (311)
- Ruppertshofen (357)
- Sankt Goarshausen, Stadt (1677)
- Sauerthal (316)
- Strüth (329)
- Weidenbach (98)
- Weisel (850)
- Wellmich (482)
- Welterod (393)
- Weyer (403)
- Winterwerb (146)

Die Gemeinde Ehrenthal war 1933 nach Wellmich eingemeindet worden.

## Kfz-Kennzeichen
Am 1. Juli 1956 wurde dem Landkreis Sankt Goarshausen bei der Einführung der bis heute gültigen Kfz-Kennzeichen das Unterscheidungszeichen GOH zugewiesen. Es wurde bis zum 6. Juni 1969 ausgegeben. Seit dem 8. Juli 2013 ist es aufgrund der Kennzeichenliberalisierung im Rhein-Lahn-Kreis erhältlich.